# Punta Canelo
Punta Canelo es una localidad del sur de Chile ubicada en el valle del río Puelo. en la comuna de Cochamó, Región de Los Lagos. Se encuentra en el extremo noroeste del lago Tagua Tagua, a 12 km del poblado Río Puelo.
El nombre de esta localidad deriva del árbol nativo llamado canelo.
En Punta Canelo una rampa de conectividad donde se puede tomar una barcaza hasta Punta Maldonado. Existen tres viajes diarios en temporada baja (abril a noviembre) y cuatro viajes en temporada alta (diciembre a marzo).
Punta Canelo se encuentra próximo al Parque Tagua Tagua.